# 大島幾雄
大島 幾雄（おおしま いくお、1949年（昭和24年）5月4日 - ）は日本の声楽家（バリトン）、音楽教育者、公演監督。妻も声楽家（ソプラノ）の大島洋子。

## 経歴
1974年（昭和49年）桐朋学園大学卒業。1974年（昭和49年） - 1976年（昭和51年）二期会オペラ研修所。1976年（昭和51年）文化庁オペラ研修所修了。萩谷納、伊藤武雄に師事。1979年（昭和54年） - 1980年（昭和55年）文化庁派遣芸術家在外研修員としてミラノ、ミュンヘンへ留学。
デビューは在学中の1973年（昭和48年）長門美保歌劇団公演ドヴォルザーク『ルサルカ』森番。1976年（昭和51年）から二期会会員となり。同年ワーグナー『タンホイザー』ビーテロルフで二期会オペラに正式デビュー。その後、二期会を代表するバリトン歌手として、二期会を主に次々とオペラに出演。1985年（昭和60年）にはベルク『ヴォツェック』タイトルロールで一躍評価を高めた。1997年（平成9年）新国立劇場開場記念ワーグナー『ローエングリン』テルムラント役では、演出家ヴォルフガング・ワーグナーより最大級の賛辞を送られた。以後は新国立劇場と二期会のオペラに多数出演。歌手として、デビューからの出演回数は100回以上に及ぶ。2011年（平成23年）二期会創立60周年記念公演プッチーニ『トゥーランドット』以降は、公演監督を務めている。
財団法人伊藤国際教育交流財団評議員、NHK東京児童合唱団運営委員、全日本学生音楽コンクール審査員、日本音楽コンクール審査員、静岡県学生音楽コンクール特別審査員、東京音楽コンクール審査員を歴任。その他各種合唱コンクール審査多数。
元桐朋学園大学大学院教授 研究科長。2020年10月9日現在、桐朋学園大学特任教授、二期会幹事。2020年8月現在、二期会オペラ研修所運営委員。
後進の教育活動にも注力しており、門下生には、清水徹太郎、河野知久、鳥井香衣、澤原行正、岩田健志、神谷優香、Sunny、辰巳真理恵、岩鶴優太、中川美和、藤井直美、森永美穂、松島理紗、田上裕子、稲葉匠、加藤早紀、門倉光太郎、大橋麻菜美、梶田真未、福島千尋、菅谷公博、鮎澤由香理、大井祥子、安立賢介、髙木麻亜子、深瀬廉、木村友香、中野嘉章、阿部奈緒、坂本貴輝、後藤裕美、小澤恵理子、小村知帆、香月健、細川恵美子、小松千陽、加藤洋朗、丹羽和子、松藤夢路、友清裕美、内山建人、羽山晃生、増田有香、十文字愛子、森永美穂、山本堅太郎、小林円などがいる。

## 主な受賞歴
- 1976年（昭和51年）第45回毎日音楽コンクール入選[3]
- 1979年（昭和54年）第7回ウィンナーワルド・オペラ賞[3]

## 主なディスコグラフィー
- CD イタリア・オペラ・アリア集 オムニバス カメラータ
- CD ベートーヴェン ：交響曲第9番 新星日本交響楽団、指揮：山田一雄、ソプラノ：大倉由紀枝、アルト:西明美、テノール：饗場知昭、バリトン：大島幾雄、新星日響合唱団 1997/2/21 ポニーキャニオン
- CD 千年の響き 一柳慧、権代敦彦 オムニバス 2003/2/21 フォンテック
- CD2枚組 ヨハネ受難曲（全曲）フェスティヴァル管弦楽団、指揮：イェルク・エーヴァルト・デーラー、テノール：エルンスト・ヘフリガー、波多野均、ソプラノ：ウルスラ・フィードラー、アルト：栗林朋子、バリトン：三原剛、バス：大島幾雄、合唱指揮：栗山文昭、草津アカデミー合唱団 1997年8月／群馬・草津夏期国際音楽アカデミー＆フェスティヴァル（ライヴ録音） カメラータ